# Pitkälahti (sjö i Ilomants, Norra Karelen)
Pitkälahti är en sjö i kommunen Ilomants i landskapet Norra Karelen i Finland. Den är 1,5 meter djup. Arean är 45 hektar och strandlinjen är 6,89 kilometer lång. Sjön  ingår i Vuoksens huvudavrinningsområde.   Den ligger omkring 61 kilometer öster om Joensuu och omkring 430 kilometer nordöst om Helsingfors. 